# Рыба страсти
«Рыба страсти» (англ. Passion Fish) — американский художественный фильм 1992 года с Мэри Макдоннелл и Элфри Вудард в главных ролях. Фильм первоначально был выпущен в ограниченный кинопрокат 9 декабря 1992 года, чтобы претендовать на номинации премии «Оскар». После номинирования он вышел в более широкий прокат в феврале 1993 года и собрал почти 5 млн долларов.

## Сюжет
В центре истории находится бывшая звезда мыльных опер Мэй-Элис Калхейн, которая попала в автомобильную аварию и теперь парализована. Она возвращается в свой старый и пустой дом в штате Луизиана, где она пьет, оскорбляет каждого, кто пытается ей помочь и упивается жалостью к себе. Её жизнь меняется, когда к ней сиделкой устраивается Шантель, медсестра с проблемами в жизни. Между ними возникает духовная связь и дружба, и их жизни постепенно начинают меняться.

## В ролях
- Мэри Макдоннелл — Мэй-Элис Калхейн
- Элфри Вудард — Шантель
- Дэвид Стрэтэйрн — Ренни
- Анджела Бассетт — Ронда

## Награды и номинации
| Награда                                   | Категория                         | Номинант        | Результат |
| ----------------------------------------- | --------------------------------- | --------------- | --------- |
| 65-я церемония награждения премии «Оскар» | Лучшая женская роль               | Мэри Макдоннелл | Номинация |
| 65-я церемония награждения премии «Оскар» | Лучший оригинальный сценарий      | Джон Сейлс      | Номинация |
| Flanders International Film Festival      | Гран-при                          | Джон Сейлс      | Победа    |
| Золотой глобус                            | Лучшая женская роль в драме       | Мэри Макдоннелл | Номинация |
| Золотой глобус                            | Лучшая актриса второго плана      | Элфри Вудард    | Номинация |
| Независимый дух                           | Лучшая женская роль второго плана | Элфри Вудард    | Победа    |
| Независимый дух                           | Лучшая мужская роль второго плана | Дэвид Стрэтэйрн | Номинация |
| Премия Гильдии сценаристов США            | Лучший оригинальный сценарий      | Джон Сейлс      | Номинация |